# Живоин Мишич
Живоин Мишич (на сръбски: Живојин Мишић или Živojin Mišić) е сръбски офицер, маршал. В самото начало на своята четиридесетгодишна служба Мишич участва в Сръбско-турската война от 1876 и в Сръбско-турската война от 1877 – 1878 година като младши серждант, по-късно подпоручик. В тези войни придобива първи знания за военното изкуство. След четиригодишно артилерийско училище, завършва Училището по стрелба в Брук ан дер Лайта, Австро-Унгария и двегодишна подготовка за генералщабна академия. Участва в кратката Сръбско-българска война от 1885 година. Покрай редовната служба 6 години преподава стратегия във Военната академия. След Майския преврат е принудително пенсиониран с чин генералщабен полковник, тъй като е смятан за прекалено близък на свалената династия Обренович. В 1909 година, по време на анексионната криза отново постъпва на служба по лично желание на началника на върховното командване генерал Радомир Путник, който го прави свой помощник. Мишич помага на генерал Путник да състави сръбския боен план за евентуална война с Австро-Унгария.
И в Балканските войни Мишич също така е помощник на началника на щаба на върховното командване генерал Путник и е негова дясна ръка. Непосредствено участва в планирането и ръководенето на операциите против османската Вардарска армия, заради което след Кумановската битка е произведен в чин генерал. Особено изпъква с правилната преценка на ситуацията в първия ден на Брегалнишката битка, когато сръбското върховно командване в Скопие разглежда въпроса на коя линия да приеме битката. Приемането на неговото предложение има важно влияние на по-нататъшното развитие и краен изход на това ключово сражение от Междусъюзническата война. След края на войната е втори път пенсиониран.
Непосредствено преди избухването на Първата световна война отново постъпва на служба като помощник на началник-щаба на върховното командване. По време на Колубарската битка генерал Мишич поема командването на Първа армия, която се намира в изключително тежка ситуация. Заради неговите лични усилия, Първа армия отново се превръща във формация, способна за борба. Мишич настоява за дълбоко отстъпление, съкратяване на фронта на цялата сръбска войска, което би дало на останалите армии време за почивка и снабдяване. Това му решение се изплаща, тъй като австро-унгарската армия разширява своите линии и е тежко поразена от последвалото сръбско контранападение. За заслугите за извоюваната победа Мишич на 4 декември 1914 година е произведен в чин войвода (маршал).
След намесата на България в Първата световна война, през октомври 1915 година и отстъплението на сръбската армия на Косово, Мишич предлага да се осъществи контранападение. Това предложение е отхвърлено от останалите командири на съвещание в Печ и войската отстъпва. Мишич предава командването на армията и отива да се лекува във Франция. В средата на 1916 година отново поема командването на Първа армия, която побеждава в боя на Малка Нидже и влиза в Битоля. Преди края на войната заменя генерал Петър Бойович като началник-щаб на върховното командване. Командва сръбската войска по време на пробива при Добро поле и последвалия разгром на българските части.

## Биография

### Ранни години
Живоин Мишич е роден на 7/19 юли 1855 година в Струганик, Сърбия, като последно дете в семейството на земеделеца Радован Мишич и Анджелие (по баща Дамянович). Има десет братя и две сестри.
Предците на Живоин се заселват в Струганик в края на XVII – началото на XVIII век от село Тепца в южните склонове на Дурмитор. Родът получава името си от дядото на Живоин – Миша Калевич.
На 6 години Живоин става пастир – гледа овце, кози и говеда. Самият той казва:
| „ | Който не е гледал кози, не може да разбере какво са това ядове и неволи. Макар и да ме обичаха, тъй като винаги в своята торбица носех по една голяма бучка сол, и пак много често изобщо не ме слушаха. | “ |

Основно училище започва в Рибница на 1 октомври 1865 година. Баща му умира на 1 октомври 1866 година и майка му поема домакинството.
След две години в Рибница, след намесата на брат му Лазар, сержант в Крагуевацкия гарнизон, в 1867 години Живоин се мести в Крагуевац. Там завършва две учебни години за една и в 1868 година се записва в местната гимназията, където учи два класа, а след това продължава в Първа белградска гимназия.
Завръща се в Крагуевац, където завършва шести клас и на 20 септември 1874 година постъпва в 11 набор на Артилерийското училище (Военната академия) без приемен изпит. Още по време на образованието си е мобилизиран в 1876 година и участва в Сръбско-турската война.

### Сръбско-турска война (1876)
Започва войната като командир на взвод в Колубарския батальон, в състава на Втора валевската бригада, на Дринския корпус. Командир на корпуса е генерал Ранко Алимпич. Преди тръгването на бригадата за фронта, целият випуск на Артилерийската школа е произведен в сержантски чин на 1 юни. При пристигането си на фронта Мишич е разпореден в батальона на майор Никола Киреев, командващ руските и българските доброволци. Живоин става личен ординарец на майора. Киреев описва Мишич като бърз, талантлив и перспективен офицер.
Негови синове са военните Радован и Александър и общественикът Войслав Мишич.

## Цитирана литература
- Мишић, Живојин, Саво Скоко. Моје Успомене.   Београд, Београдски издавачко-графички завод, 1990. ISBN 978-86-13-00453-0.
- Опачић, Петар. Војвода Живојин Мишић.   Београд, БеоСинг, 2008. ISBN 978-86-87187-00-9.
- Милићевић, Милић, Љубодраг Поповић. Генерали Војске Кнежевнине и Краљевине Србије.   Београд, Војноиздавачки завод, 2003. ISBN 978-86-335-0142-2.
- Бјелајац, Миле С. Генерали и адмирали Краљевине Југославије 1918 – 1941.   Београд, Институт за новију историју Србије, 2004. ISBN 978-86-7005-039-6.
- Поповић, Никола Б. Срби у Првом светском рату 1914 – 1918.   Нови Сад, Друштво историчара Јужнобачког и Сремског округа, 2000.
- Ристановић, Слободан В. Колубарска битка.   Београд, Ксе-На, 2007. ISBN 978-86-81961-20-9.
- Опачић, Петар. Србија између Антанте и Централних сила 1915 – 1917.   Београд, Завод за унапређивање образовања и васпитања, 2009. ISBN 978-86-87137-18-9.
- Бјелајац, Миле. Војска Краљевине СХС 1918 – 1921.   Београд, Народна књига, 1988. ISBN 978-86-331-0245-5.
- Станић, Ђорђе. Верници српства и отаџбине.   Београд, Војноиздавачки завод, 2003. ISBN 978-86-335-0134-7.
- Савић, Велибор Берко. Синови војводе Мишића.   Ваљево, Ваљево принт, 2001.
- Влаховић, Томислав С. Витезови Карађорђеве звезде са мачевима.   Београд, Радиша Томић, 1989.
- Радојчић, Милорад. Мионичка општина: завичај војводе Живоина Мишића.   Београд, Фондација војвода Живојин Мишић, 2008.
- Ацовић, Драгомир. Слава и част – Одликовања међу Србима: Срби међу одликовањима.   Београд, Службени гласник, 2013. ISBN 978-86-519-1750-2.
- Иветић, Велимир. Начелници генералштаба 1876 – 2000.   Београд, Новинско-информативни центар ВОЈСКА, 2000.